# Masako Kondō
Masako Kondō (?, 近藤雅子, Kondō Masako; 27 marzo 1941) è un'ex pallavolista giapponese.

## Carriera

### Club
.

### Nazionale
Ha fatto parte delle squadra giapponese Nichibo Kaizuka, denominata Streghe orientali dalle avversarie sovietiche e dai media internazionali, vincitrice della medaglia d'oro alle Olimpiadi estive del 1964 a Tokyo.